# Burmannia oblonga
Burmannia oblonga ist eine blattgrünlose Pflanzenart aus der Familie der Burmanniaceae. Sie ist beheimatet in Asien von Indochina über Thailand und die Malaysische Halbinsel bis nach Sumatra.

## Beschreibung
Burmannia oblonga ist eine einjährige, blattgrünlose, durchgehend weißliche, unverzweigte, schlanke wachsende krautige Pflanze, die eine Wuchshöhe von zur Blütezeit 7 bis 20 Zentimeter erreicht. Sie ist vollständig mykotroph. Das Rhizom ist kugelförmig mit einem Durchmesser von 2 bis 5 Millimeter, die Wurzeln sind verdickt und kurz. Die Blätter sind 1,5 bis 3,2 Millimeter lang, sie fehlen am Ansatz und kommen nur vereinzelt am Stängel vor, dort sind sie schuppenartig, dreieckig spitz zulaufend, eng anliegend und gekielt.
Blütezeit ist zwischen Juli und Dezember, selten auch bis Februar und März. Der Blütenstand ist ein aus meist bis zu vier, selten einer Blüte bestehender Doppelwickel. Die annähernd un- bis kurz gestielten Blüten sind 8 bis 14,4 Millimeter lang und von weißer Farbe. Die Blütenröhre ist zylindrisch und 4,5 bis 5,5 Millimeter lang, die 2,8 bis 5,7 Millimeter breiten Flügel sind halbiert länglich-rund bis viereckig und verlaufen vom Ansatz der äußeren Blütenlappen bis zum Ansatzes des Fruchtknotens. Die äußeren Blütenlappen sind breit viereckig und ausgerandet und  rund 2 Millimeter lang und 2 bis 2,5 Millimeter breit, die inneren nicht vorhanden, aber gelegentlich auf eine sackartige Struktur reduziert, die die anliegenden äußeren Lappen verbindet. Die Staubfäden sind ungestielt und setzen im Blütenhüllschlund an, rund 0,5 mm vom Ansatz der Blütenlappen entfernt. Das Konnektiv weist zwei sehr kurze Arme auf, die die Thecae tragen sowie am Ansatz einen kurzen, spitz zulaufenden, nach unten weisenden Sporn. Der Griffel ist fadenförmig, an seinem Ende stehen die drei ungestielten Narben.
Die Fruchtknoten sind kugelförmig bis rautenförmig und rund 4 Millimeter lang. Die  - Kapsel öffnet sich entlang von unregelmäßigen Querschlitzen. Die Samen sind zahlreich, gelb und elliptisch.

## Verbreitung
Burmannia oblonga ist beheimatet in Asien von Indochina über Thailand und die Malaysische Halbinsel bis nach Sumatra in Höhenlagen zwischen 800 und 1100 Meter. Sie findet sich in immergrünen Wäldern auf feuchtem Felsgrund, oft vergesellschaftet mit Bambus-Arten. Sie kommt von in Hainan, Sumatra, Malaysia, Kambodscha, Thailand und Vietnam.

## Systematik
Die Art wurde 1904 von Henry Nicholas Ridley erstbeschrieben.

## Nachweise
1. 1 2 3 4 5  Dianxiang Zhang: Systematics of Burmannia L. (Burmanniaceae) in the Old World. In: Hong Kong University Theses Online, Thesis (Ph.D.), University of Hong Kong, 1999, S. 248–250.
2. ↑  Rafaël Govaerts (Hrsg.): Burmannia - World Checklist of Selected Plant Families des Royal Botanic Gardens, Kew. Zuletzt eingesehen am 24. Juni 2018.